# 麥田 (亞利桑那州阿帕契縣)
麥田（英語：Wheatfields）是位於美國亞利桑那州阿帕契縣的一個非建制地區。該地的面積和人口皆未知。

## 地理
麥田的座標為36°14′16″N 109°07′43″W / 36.23778°N 109.12861°W，而該地的平均海拔高度為2221米（即7287英尺）。